# Michael Bloss

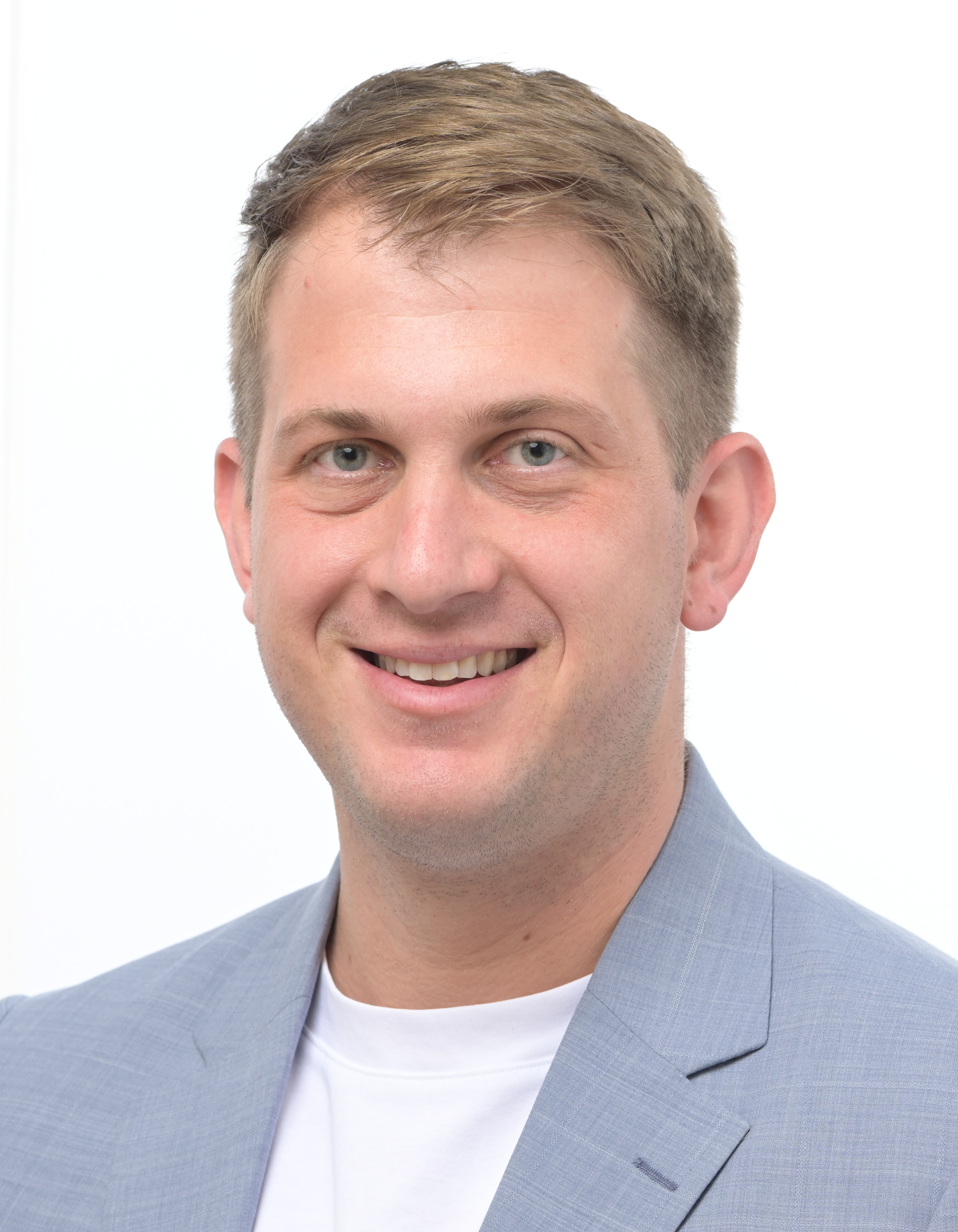
Michael Bloss (2024)

Michael Bloss (* 6. November 1986 in Stuttgart) ist ein deutscher Politiker (Bündnis 90/Die Grünen). Seit 2019 ist er Abgeordneter des Europäischen Parlaments.

## Leben
Michael Bloss wuchs in Stuttgart-Feuerbach auf. Nach dem Abitur an der Freien Waldorfschule Uhlandshöhe in Stuttgart absolvierte Bloss seinen Zivildienst bei der Baobab Children Foundation in Ghana. Von 2008 bis 2011 studierte er an der Technischen Universität Dresden Internationale Beziehungen, anschließend absolvierte er ein Masterstudium in Globalisation and Development an der School of Oriental and African Studies in London. Zwischendurch war er im Auslandssemester an der Universität Daressalam in Tansania und an der Universität Wien.
Michael Bloss ist Vater zweier Töchter.
Er arbeitete als Berater bei der Entwicklungsgruppe der Vereinten Nationen und war von 2014 bis 2018 politischer Referent für Ska Keller im Europaparlament. Bis 2019 arbeitete er im Landtag von Baden-Württemberg.

## Politisches Engagement
Michael Bloss ist seit 2008 Mitglied der Grünen Jugend und dort in unterschiedlichen Funktionen aktiv. Er war von 2008 bis 2010 Koordinator des Fachforums Europa und Globales und von 2009 bis 2010 Mitglied der Selbstverständniskommission. Von 2013 bis 2015 war er Sprecher der Federation of Young European Greens. Bei Bündnis 90/Die Grünen war Bloss unter anderem Delegierter des Landesverbandes Baden-Württemberg zum Länderrat und Sprecher der Bundesarbeitsgruppe Frieden & Internationales. Seit 2019 gehört er dem Landesvorstand von Bündnis 90/Die Grünen Baden-Württemberg an. Zudem ist er Mitglied der überparteilichen Europa-Union Deutschland, die sich für ein föderales Europa und den europäischen Einigungsprozess einsetzt.
Im November 2018 wurde Bloss auf Listenplatz 14 der bundesweiten Liste von Bündnis 90/Die Grünen für die Europawahl 2019 gewählt. Bei der Europawahl gewann er ein Mandat und ist seitdem Mitglied des Europäischen Parlaments als Teil der Fraktion Die Grünen/EFA. Für seine Fraktion ist er Mitglied im Ausschuss für Industrie, Forschung und Energie sowie im Ausschuss für Umweltfragen, öffentliche Gesundheit und Lebensmittelsicherheit.
Bloss verhandelte die Koalitionsverträge für die Bereiche Klima, Energie und Industrie für die Regierungsbildung in Baden-Württemberg und auf Bundesebene im Jahr 2021 mit aus.
Bei der Wahl zum 10. Europäischen Parlament 2024 konnte Bloss sein Mandat verteidigen. Er ist in der 10. Legislaturperiode (2024–2029) Mitglied im Ausschuss für Industrie, Forschung und Energie sowie stellvertretendes Mitglied im Ausschuss für Umweltfragen, öffentliche Gesundheit und Lebensmittelsicherheit.